# ABARERO
『ABARERO』（アバレロ）は、SixTONESの9作目のシングル。2023年4月12日にSony Music Labelsから発売。

## リリース
「マスカラ」以来となるタイアップの存在しないシングル表題曲であり、公式サイトによる紹介では「誰にも止められない衝動・溢れ出す本能を解き放つ、型破りな"超攻撃型"HIPHOPチューン」とされている。
初回盤A/B、通常盤のそれぞれに異なるカップリング曲が収録される他、初回盤A/Bにはそれぞれ前作シングルの表題曲「Good Luck!」「ふたり」の各リミックス、通常盤には2023年1月に「PLAYLIST」としてYouTubeで公開された「人人人」「Chillin' with you」（いずれも3rdアルバム「声」収録）の撮り下ろしパフォーマンスの音源が収録される。
初回盤A特典DVDには表題曲のMV、メイキング、ソロムービーを収録。初回盤B特典DVDにはアルバム「声」の制作ドキュメンタリーを収録。
通常盤収録のカップリング曲「Drive」は自身が出演するReebok「Spring Kicks篇」CMソングに起用されている。

### 特典
- 初回盤A：ふた付マルチケース"ABARERO"
- 初回盤B：KAZARERU 卓上カード
- 通常盤：ONAJIMI クリアファイル

## 収録内容

### CD

#### 初回盤A
1. ABARERO [3:26]
作詞・作曲：TSUGUMI / TOMOKO IDA、編曲：TOMOKO IDA
2. Hello [3:12]
作詞：ONIGASHIMA、作曲・編曲：Josef Melin
3. Good Luck! -Sunrise Soul Remix- [3:12]
作詞：YUUKI SANO、作曲：YUUKI SANO / 野口大志、編曲：山口隆志
  - 8thシングル「Good Luck!/ふたり」1曲目のリミックスバージョン。

#### 初回盤B
1. ABARERO
2. 彗星の空 [4:06]
作詞：NAOKI、作曲：G-ROW / HIROMI / NAOKI / TIM TAN、編曲：G-ROW
3. ふたり -Sunset Chill Remix- [3:44]
作詞・作曲：YUUKI SANO / 柳川陽香、編曲：山口隆志
  - 8thシングル2曲目のリミックスバージョン。

#### 通常盤
1. ABARERO
2. PARODY [3:15]
作詞・作曲・編曲：内海颯太
3. Drive [3:32]
作詞：ONIGASHIMA、作曲・編曲：Josef Melin
4. 人人人 -PLAYLIST Performance Day.6 ver.- [5:14]
  - 3rdアルバム「声」収録曲、プレイリストパフォーマンスバージョン。
5. Chillin' with you -PLAYLIST Performance Day.7 ver.- [3:56]
  - 3rdアルバム収録曲、プレイリストパフォーマンスバージョン。
6. ABARERO -Instrumental-

### DVD

#### 初回盤A
1. ABARERO -Music Video-
2. ABARERO -Music Video Making-
3. ABARERO -Music Video Solo Movie-

#### 初回盤B
1. Documentary of "声"